# UCI Africa Tour 2017
El UCI Africa Tour 2017 fue la decimotercera edición del calendario ciclístico internacional africano. Se inició el 21 de enero de 2017 con la KZN Summer Series Race y finalizó el 15 de octubre del mismo año en Camerún, con el Gran Premio de Chantal Biya.

## Equipos
Los equipos que pueden participar en las diferentes carreras dependen de la categoría de las mismas. A mayor nivel de una carrera pueden participar equipos de más nivel. Los equipos UCI ProTeam, solo pueden participar de las carreras .1 pero tienen cupo limitado para competir, y los puntos que logran sus ciclistas no van a la clasificación.
| Categoría | Categoría                    | Equipos |
| --------- | ---------------------------- | --- |
| .1        | 1.1 (Carrera de un día)      | * ProTeam (max 50%) * Profesionales Continentales * Continentales * Selecciones nacionales                 |
| .1        | 2.1 (Carrera de varios días) | * ProTeam (max 50%) * Profesionales Continentales * Continentales * Selecciones nacionales                 |
| .2        | 1.2 (Carrera de un día)      | * Profesionales Continentales * Continentales * Selecciones nacionales * Selecciones regionales * Amateurs |
| .2        | 2.2 (Carrera de varios días) | * Profesionales Continentales * Continentales * Selecciones nacionales * Selecciones regionales * Amateurs |

## Calendario
Las siguientes son las carreras que componen el calendario UCI Africa Tour aprobado por la UCI

### Febrero
| Fecha | Carrera                                          | Cat. | Ganador              | Equipo          |
| ----- | ------------------------------------------------ | ---- | -------------------- | --------------- |
| 3     | Les challenges Marche Verte-G. P. Sakia El Hamra | 1.2  | Ahmed Amine Galdoune |                 |
| 5     | Les challenges Marche Verte-G. P. Oued Eddahab   | 1.2  | Ivan Balykin         | Torku Sekerspor |
| 6     | Les challenges Marche Verte-G. P. Al Massira     | 1.2  | Ahmet Örken          | Torku Sekerspor |
| 9     | Challenge du Prince-Trophée Princier             | 1.2  | Thomas Vaubourzeix   | Nice            |
| 11    | Challenge du Prince-Trophée de l'Anniversaire    | 1.2  | Umberto Marengo      |                 |
| 12    | Challenge du Prince-Trophée de la Maison Royale  | 1.2  | Ahmed Amine Galdoune |                 |
| 27-5  | Tropicale Amissa Bongo                           | 2.1  | Yohann Gène          | Direct Énergie  |

### Marzo
| Fecha | Carrera         | Cat. | Ganador          | Equipo   |
| ----- | --------------- | ---- | ---------------- | -------- |
| 10-18 | Tour de Camerún | 2.2  | Nikodemus Holler | Bike Aid |

### Abril
| Fecha | Carrera                          | Cat. | Ganador            | Equipo                 |
| ----- | -------------------------------- | ---- | ------------------ | ---------------------- |
| 7-16  | Vuelta a Marruecos               | 2.2  | Anass Aït El Abdia | Selección de Marruecos |
| 15    | Fenkil Northen Red Sea Challenge | 1.2  | Pierpaolo Ficara   | Amore & Vita-Selle SMP |
| 16    | Circuito de Massawa              | 1.2  | Simon Musie        |                        |
| 18-22 | Tour de Eritrea                  | 2.2  | Zemenfes Solomon   |                        |
| 22-29 | Tour de Senegal                  | 2.2  | Islam Mansouri     | Vélo Club Sovac        |
| 23    | Circuito de Asmara               | 1.2  | Michael Habtom     |                        |

### Mayo
| Fecha | Carrera        | Cat. | Ganador         | Equipo |
| ----- | -------------- | ---- | --------------- | ------ |
| 10-14 | Vuelta a Túnez | 2.2  | Matthias Legley |        |

### Agosto
| Fecha | Carrera                     | Cat. | Ganador     | Equipo |
| ----- | --------------------------- | ---- | ----------- | ------ |
| 28-2  | Tour Ethiopian Meles Zenawi | 2.2  | Willie Smit |        |

### Septiembre
| Fecha | Carrera                                      | Cat. | Ganador       | Equipo                         |
| ----- | -------------------------------------------- | ---- | ------------- | ------------------------------ |
| 10-16 | Tour de la Reconciliación de Costa de Marfil | 2.2  | Dieter Bouvry | Pauwels sauzen-Vastgoedservice |

### Octubre
| Fecha | Carrera                     | Cat. | Ganador        | Equipo |
| ----- | --------------------------- | ---- | -------------- | ------ |
| 12-15 | Gran Premio de Chantal Biya | 2.2  | Clovis Kamzong |        |

## Clasificaciones
- Nota:

### Individual
La integran todos los ciclistas que logren puntos pudiendo pertenecer tanto a equipos amateurs como profesionales, excepto los ciclistas de equipos UCI ProTeam.
| Posición | Ciclista             | Puntos |
| -------- | -------------------- | ------ |
| 1.º      | Willie Smit          | 353    |
| 2.º      | Meron Abraham        | 344    |
| 3.º      | Ahmed Amine Galdoune | 283    |
| 4.º      | Meron Teshome        | 247    |
| 5.º      | Valens Ndayisenga    | 178    |
| 6.º      | Zemenfes Selemun     | 175    |
| 7.º      | Tesfom Okubamariam   | 160    |
| 8.º      | Ali Nouisri          | 154    |
| 9.º      | Salaheddine Mraouni  | 149    |
| 10.º     | Awet Habtom          | 148    |

| 11.º | Soufiane Sahbaoui    | 146 |
| 12.º | Yohann Gène          | 145 |
| 13.º | Joseph Areruya       | 143 |
| 14.º | Matthias Legley      | 140 |
| 15.º | Temesgen Buru        | 138 |
| 16.º | Stefan De Bod        | 135 |
| 17.º | Islam Mansouri       | 129 |
| 18.º | Nikodemus Holler     | 127 |
| 19.º | Yonatan Hailu Hadege | 121 |
| 20.º | Ahmet Örken          | 120 |

### Equipos
A partir de 2016 y debido a cambios reglamentarios, todos los equipos profesionales entran en esta clasificación, incluso los UCI WorldTeam que hasta la temporada anterior no puntuaban. Se confecciona con la sumatoria de puntos que obtenga un equipo con sus 8 mejores corredores en la clasificación individual. La clasificación también la integran equipos que no estén registrados en el continente.
| Posición | Equipo                     | Puntos |
| -------- | -------------------------- | ------ |
| 1.º      | Bike Aid                   | 590    |
| 2.º      | Dimension Data for Qhubeka | 370    |
| 3.º      | Torku Sekerspor            | 196    |
| 4.º      | VIB Bikes                  | 192    |
| 5.º      | Direct Énergie             | 190    |

| 6.º  | Tirol                    | 178 |
| 7.º  | Start Vaxes              | 176 |
| 8.º  | Vélo Club Sovac          | 171 |
| 9.º  | Interpro Cycling Academy | 160 |
| 10.º | Kuwait-Cartucho.es       | 149 |

### Países
Se confecciona mediante los puntos de los 10 mejores ciclistas de un país, no solo los que logren en este Circuito Continental, sino también los logrados en todos los circuitos. E incluso si un corredor de un país de este circuito, solo logra puntos en otro circuito (Europa, Asia, America, Oceanía), sus puntos van a esta clasificación. Al igual que en la clasificación individual, los ciclistas pueden pertenecer tanto a equipos amateurs como profesionales, excepto los ciclistas de equipos UCI ProTeam.
| Posición | País      | Puntos |
| -------- | --------- | ------ |
| 1.º      | Eritrea   | 1683   |
| 2.°      | Sudáfrica | 1239   |
| 3.º      | Marruecos | 1041.5 |
| 4.º      | Ruanda    | 671    |
| 5.º      | Argelia   | 574    |

| 6.º  | Túnez        | 448 |
| 7.º  | Etiopía      | 291 |
| 8.º  | Burkina Faso | 204 |
| 9.º  | Namibia      | 143 |
| 10.º | Mauricio     | 108 |

### Países sub-23
| Posición | País      | Puntos |
| -------- | --------- | ------ |
| 1.º      | Eritrea   | 905    |
| 2.º      | Marruecos | 545    |
| 3.º      | Ruanda    | 292    |

## Evolución de las clasificaciones
| Fecha            | Clasificación individual | Clasificación por equipos  | Clasificación por países | Clasificación por países sub-23 |
| ---------------- | ------------------------ | -------------------------- | ------------------------ | ------------------------------- |
| 25 de enero      | Willie Smit              | Dimension Data for Qhubeka | Marruecos                | Marruecos                       |
| 25 de febrero    | Willie Smit              | Dimension Data for Qhubeka | Marruecos                | Marruecos                       |
| 25 de marzo      | Willie Smit              | Bike Aid                   | Eritrea                  | Marruecos                       |
| 25 de abril      | Willie Smit              | Bike Aid                   | Eritrea                  | Marruecos                       |
| 25 de mayo       | Willie Smit              | Bike Aid                   | Eritrea                  | Eritrea                         |
| 25 de junio      | Willie Smit              | Bike Aid                   | Eritrea                  | Eritrea                         |
| 25 de julio      | Willie Smit              | Bike Aid                   | Eritrea                  | Eritrea                         |
| 15 de agosto     | Willie Smit              | Bike Aid                   | Eritrea                  | Eritrea                         |
| 25 de agosto     | Willie Smit              | Bike Aid                   | Eritrea                  | Eritrea                         |
| 25 de septiembre | Willie Smit              | Bike Aid                   | Eritrea                  | Eritrea                         |
| 31 de octubre    | Willie Smit              | Bike Aid                   | Eritrea                  | Eritrea                         |
| Final            | Willie Smit              | Bike Aid                   | Eritrea                  | Eritrea                         |